# Putopis (Egerija)

Putopis (lat. Itinerarium), poznat i kao Egerijin spis, ranokršćanski je nepotpuno, u ulomcima očuvan spis putopisna sadržaja (itinerar), a zapravo skup pisama poslanih iz Svete Zemlje stanovite hodočasnice Egerije s kraja IV. stoljeća, koji opisuje onovremeno bogoslužje Katoličke Crkve u Jeruzalemu. Najveći dio istraživača smatra kako je Egerija opisala hodočašće poduzeto od 381. do 384. godine.
Na hrvatski jezik preveo ga je fra Marijan Mandac.

## Egerija
Postoje nejasnoće oko Egerijina imena, podrijetla, identiteta, naobrazbe te društvenoga položaja.